# Division 1 i ishockey för damer 2014/2015
Division 1 i ishockey 2014/2015 är Sveriges näst högsta serie i ishockey för damer och består av fyra regionala serier med totalt 25 lag (olika antal lag i varje serie).
De fyra seriesegrarna, samt ytterligare två lag från den östra gruppen, går vidare till kval till Riksserien. Lag med dispens för överåriga spelare utöver tävlingsbestämmelserna, en förenings andralag och lag sammansatta av två föreningar får inte delta i kvalspelet till Riksserien. Förening med lag i Riksserien måste namnge 10 spelare och en målvakt från Riksserielaget som inte får delta i Division 1-laget. 

## Tabeller

### Division 1 Södra
| Nr | Lag            | S  | V  | ÖV | ÖF | F  | GM  | IM  | MS   | P  |
| -- | -------------- | -- | -- | -- | -- | -- | --- | --- | ---- | -- |
| 1  | HV71           | 15 | 15 | 0  | 0  | 0  | 187 | 6   | +181 | 45 |
| 2  | Göteborg HC    | 15 | 12 | 0  | 0  | 3  | 123 | 17  | +106 | 36 |
| 3  | Lund Giants HC | 15 | 6  | 0  | 0  | 9  | 49  | 119 | −70  | 18 |
| 4  | Linköping HC 2 | 15 | 4  | 0  | 0  | 11 | 42  | 75  | −33  | 12 |
| 5  | Karlskrona HK  | 15 | 4  | 0  | 0  | 11 | 27  | 98  | −71  | 12 |
| 6  | Hovås HC       | 15 | 4  | 0  | 0  | 11 | 30  | 143 | −113 | 12 |

Tabelldata är hämtade från Svenska Ishockeyförbundet.

#### Division 1 Södra vår
| Nr | Lag            | S | V | ÖV | ÖF | F | GM | IM | MS  | P  |
| -- | -------------- | - | - | -- | -- | - | -- | -- | --- | -- |
| 1  | Göteborg HC    | 4 | 3 | 0  | 0  | 1 | 17 | 5  | +12 | 45 |
| 2  | Linköping HC 2 | 4 | 3 | 0  | 0  | 1 | 16 | 14 | +2  | 21 |
| 3  | Lund Giants HC | 4 | 0 | 0  | 1  | 3 | 10 | 20 | −10 | 19 |
| 4  | Karlskrona HK  | 4 | 2 | 0  | 0  | 2 | 13 | 14 | −1  | 18 |
| 5  | Hovås HC       | 4 | 1 | 1  | 0  | 2 | 8  | 11 | −3  | 17 |

Tabelldata är hämtade från Svenska Ishockeyförbundet.

### Division 1 Västra
| Nr | Lag                 | S  | V  | ÖV | ÖF | F  | GM  | IM  | MS   | P  |
| -- | ------------------- | -- | -- | -- | -- | -- | --- | --- | ---- | -- |
| 1  | Färjestad BK        | 20 | 18 | 0  | 0  | 2  | 139 | 34  | +105 | 54 |
| 2  | Sandvikens IK       | 20 | 15 | 0  | 0  | 5  | 117 | 26  | +91  | 45 |
| 3  | Leksands IF 2       | 20 | 15 | 0  | 0  | 5  | 114 | 36  | +78  | 45 |
| 4  | Svegs IK            | 20 | 5  | 1  | 1  | 13 | 31  | 86  | −55  | 18 |
| 5  | VIK Västerås HK Ung | 20 | 4  | 0  | 2  | 14 | 34  | 114 | −80  | 14 |
| 6  | Nora HC             | 20 | 0  | 2  | 0  | 18 | 21  | 160 | −139 | 4  |

Tabelldata är hämtade från Svenska Ishockeyförbundet.

### Division 1 Östra
| Nr | Lag                | S  | V  | ÖV | ÖF | F  | GM  | IM  | MS   | P  |
| -- | ------------------ | -- | -- | -- | -- | -- | --- | --- | ---- | -- |
| 1  | Djurgårdens IF     | 16 | 16 | 0  | 0  | 0  | 172 | 13  | +159 | 48 |
| 2  | Södertälje SK      | 16 | 13 | 1  | 0  | 2  | 72  | 31  | +41  | 41 |
| 3  | Almtuna IS         | 16 | 9  | 1  | 1  | 5  | 68  | 44  | +24  | 30 |
| 4  | Haninge Anchors HC | 16 | 8  | 1  | 2  | 5  | 61  | 50  | +11  | 28 |
| 5  | AIK 2              | 16 | 6  | 0  | 2  | 8  | 69  | 38  | +31  | 20 |
| 6  | SDE HF 2           | 16 | 5  | 2  | 0  | 9  | 51  | 78  | −27  | 20 |
| 7  | IFK Tumba IK       | 16 | 5  | 0  | 1  | 10 | 42  | 77  | −35  | 16 |
| 8  | Segeltorps IF      | 16 | 1  | 3  | 1  | 11 | 28  | 77  | −49  | 11 |
| 9  | Kallhälls IF       | 16 | 0  | 0  | 1  | 15 | 12  | 177 | −165 | 1  |

Tabelldata är hämtade från Svenska Ishockeyförbundet.

#### Division 1 Östra vår
| Nr | Lag                | S | V | ÖV | ÖF | F | GM | IM | MS  | P  |
| -- | ------------------ | - | - | -- | -- | - | -- | -- | --- | -- |
| 1  | Haninge Anchors HC | 5 | 5 | 0  | 0  | 0 | 29 | 7  | +22 | 43 |
| 2  | AIK 2              | 5 | 4 | 0  | 0  | 1 | 21 | 7  | +14 | 32 |
| 3  | SDE HF 2           | 5 | 2 | 0  | 0  | 3 | 16 | 15 | +1  | 26 |
| 4  | IFK Tumba IK       | 5 | 3 | 0  | 0  | 2 | 19 | 16 | +3  | 25 |
| 5  | Segeltorps IF      | 5 | 0 | 1  | 0  | 4 | 9  | 21 | −12 | 13 |
| 6  | Kallhälls IF       | 5 | 0 | 0  | 1  | 4 | 10 | 38 | −28 | 2  |

Tabelldata är hämtade från Svenska Ishockeyförbundet.

### Division 1 Norra
| Nr | Lag           | S  | V  | ÖV | ÖF | F  | GM | IM | MS  | P  |
| -- | ------------- | -- | -- | -- | -- | -- | -- | -- | --- | -- |
| 1  | Modo Hockey   | 12 | 12 | 0  | 0  | 0  | 64 | 9  | +55 | 36 |
| 2  | IF Björklöven | 12 | 8  | 0  | 0  | 4  | 53 | 14 | +39 | 24 |
| 3  | Clemensnäs HC | 12 | 4  | 0  | 0  | 8  | 18 | 51 | −33 | 12 |
| 4  | Luleå HF      | 12 | 0  | 0  | 0  | 12 | 7  | 68 | −61 | 0  |

Tabelldata är hämtade från Svenska Ishockeyförbundet.

## Playoff till Division 1 västra
Till den västra gruppen var det tänkt att hålla ett playoff. Kvalificerade var lag sex i den västra gruppen Nora HC samt segraren i Damtvåan västra Hälsinggårdens AIK. Kvalet ställdes dock in och Nora tillskrevs segern i båda matcherna med 5 - 0.